# Monica Lewinsky
Pour les articles homonymes, voir Lewinsky.
Monica Lewinsky, née le 23 juillet 1973 à San Francisco (Californie), est une femme d'affaires américaine.
Elle défraye la chronique en 1998-1999 lorsqu'il est rendu public qu'elle a eu des relations sexuelles avec le président Bill Clinton, lors d'un stage effectué à la Maison-Blanche.
Le mensonge sous serment de Clinton à propos de cette relation conduit à une procédure de destitution à son encontre, bloquée par le Sénat des États-Unis. Cette affaire, connue sous le nom d'« affaire Lewinsky » ou de « Monicagate » (« gate » en référence au scandale du Watergate), connaît une médiatisation exceptionnelle, tant aux États-Unis qu'à l'étranger.

## Jeunesse et études
Monica Samille Lewinsky naît à San Francisco et grandit dans un milieu aisé, dans le sud de la Californie, dans les quartiers huppés de Westside Brentwood et de Beverly Hills à Los Angeles dans une famille juive ashkénaze originaire d'Allemagne du côté paternel et de Lituanie du côté maternel. Son père, Bernard Lewinsky (en), est un oncologue américain né au Salvador, et sa mère, Marcia Kaye Vilensky, est une auteure ayant tenté de faire carrière dans la presse à scandale. Le divorce tumultueux de ses parents en 1987-1988 a un effet significatif sur Monica qui souffre depuis d'épisodes dépressifs. Son père épouse, plus tard, sa seconde femme Barbara. Quant à sa mère, elle épousera R. Peter Straus, un cadre des médias.
La famille suit l'enseignement du Temple du Sinaï à Los Angeles et Monica, dans sa jeunesse, reçoit également une éducation judaïque. Elle fait ses études primaires à la John Thomas Dye School à Bel-Air puis elle va à l'école de Beverly Hills, qu'elle quitte en terminale pour terminer ses études secondaires à la Bel Air Prep (plus tard renommée Pacific Hills School) en 1991. Elle poursuit ses études à l'université de Santa Monica durant deux ans tout en étudiant l'art dramatique à la Beverly Hills High School et en travaillant dans une boutique de cravates.
En 1993, elle s'inscrit au Lewis and Clark College de Portland dans l'Oregon où elle obtient un diplôme de psychologie en 1995. Grâce à un ami de la famille, généreux donateur du parti démocrate, elle décroche à Washington DC un stage non rémunéré, commençant au mois de juillet 1995, dans les services de Leon Panetta, chef de cabinet de la Maison-Blanche. Elle change quelque temps plus tard de fonction et obtient un poste rémunéré, à partir de décembre 1995, au bureau des Affaires législatives de la Maison-Blanche. Jeune femme aimant séduire et dont l'exubérance californienne détonne dans le milieu compassé de Washington, elle entre dans le cercle magique du pouvoir où elle est surnommée « l'incruste » pour sa propension à s'insinuer dans les cocktails présidentiels où elle n'est pas invitée. Alors qu'elle n'est encore que stagiaire, elle avoue volontiers qu'elle trouve le président sexy et qu'avoir une relation sexuelle avec lui dans le Bureau ovale ne lui déplairait pas. Son travail consiste, entre autres, à faire parvenir des documents au président ou lui livrer des pizzas mais sa présence trop fréquente autour du Bureau ovale et leurs rencontres furtives inquiètent les conseillers du président qui pensent qu'un scandale sexuel pourrait compromettre sa réélection future, si bien que Monica apprend le 7 avril 1996 qu'elle est transférée au Pentagone. Alors que leur relation s'effiloche, elle parvient à le revoir pour fêter sa réélection et lors de rares venues à la Maison-Blanche qui lui sont facilitées par la secrétaire personnelle de Clinton, Betty Currie (en). Il cède à nouveau aux avances très appuyées de la jeune femme mais le regrette et peu à peu lui fait barrer la porte du Bureau ovale.

## Affaire Clinton-Lewinsky

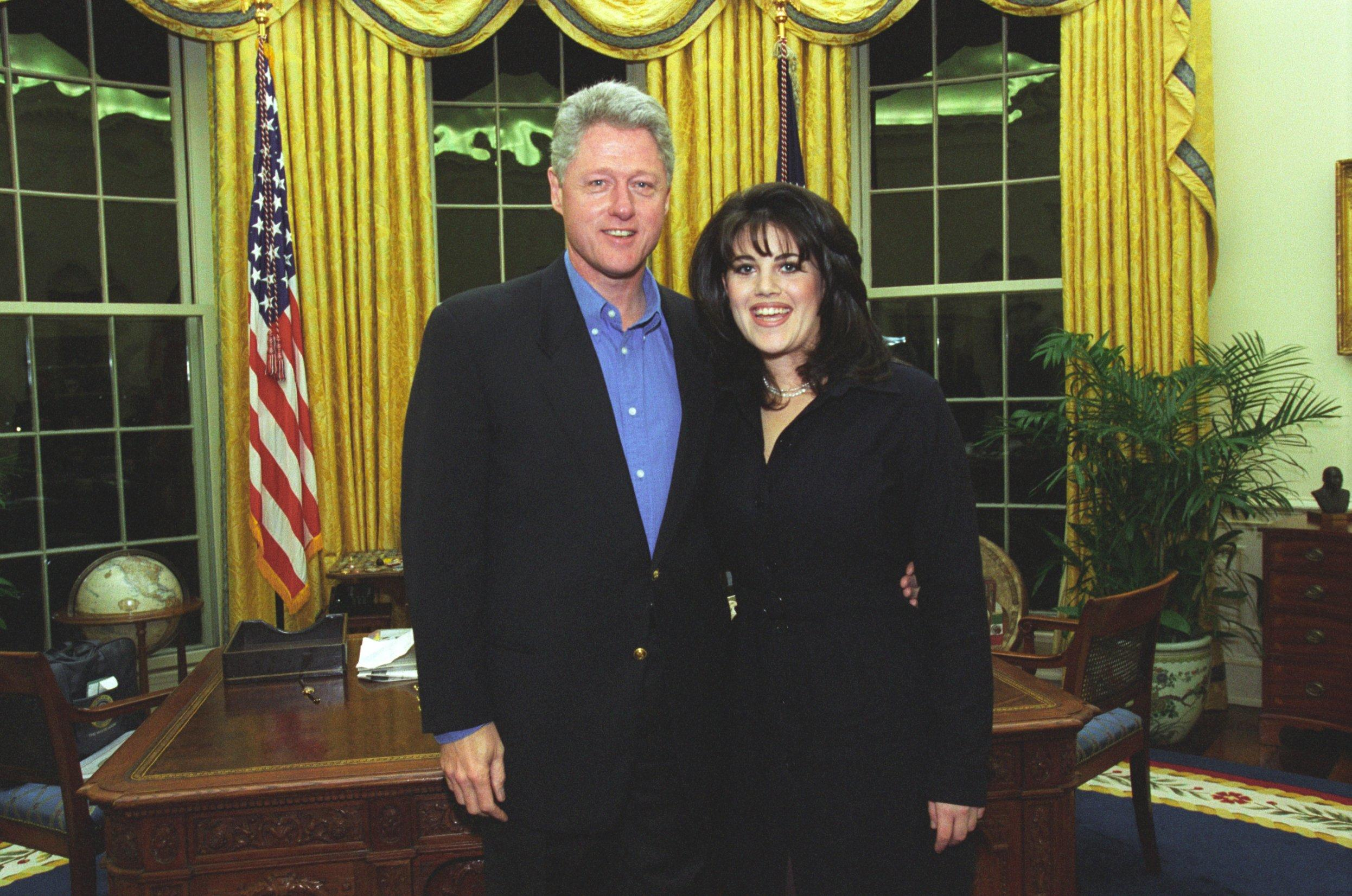
Bill Clinton et Monica Lewinsky, dans le Bureau ovale en 1997.

Entre novembre 1995 (période de shutdown budgétaire qui voit les principaux fonctionnaires renvoyés chez eux, permettant à une stagiaire comme Monica de se rapprocher du président) et mars 1997 (date à laquelle le président met fin à leur relation), Monica Lewinsky a, à une dizaine de reprises, des relations intimes avec le président Bill Clinton.
Nommé procureur spécial le 5 août 1994 chargé de l'affaire du Whitewater (affaire immobilière dans laquelle sont impliqués les époux Clinton durant leur période en Arkansas), Kenneth Starr recueille d'autres accusations contre les Clinton au cours de son instruction mais les enquêtes Travelgate (en) en mars 1996, ou Filegate en juin 1996, n'apportent aucun matériel solide à soumettre au Congrès. Aussi, le juge conservateur proche du Parti républicain, souhaite élargir son rayon d'action en enquêtant sur la morale sexuelle du président. Il sait que Bill Clinton a déjà été confronté à plusieurs affaires sexuelles, notamment au sujet d'une présumée relation à long terme avec une chanteuse et ancienne employée de l'État de l'Arkansas, Gennifer Flowers et à propos d'une rencontre avec une fonctionnaire de l'Arkansas, Paula Jones (née Corbin), ces deux relations auraient eu lieu alors que Bill Clinton n'était encore que gouverneur de cet État. Paula Jones a intenté un procès au civil contre Bill Clinton pour harcèlement sexuel. Le nom de Monica Lewinsky apparaît pour la première fois lors de la procédure judiciaire de l'affaire Paula Jones, lorsque les avocats de celle-ci cherchant des preuves de harcèlement sexuel de la part de Bill Clinton afin d'étayer les accusations de leur cliente, la font citer comme témoin. En novembre 1996, Starr lance ses procureurs sur la piste du Troopergate (en) mais cette affaire (au cours de laquelle Monica Lewinsky se parjure en mai 1997 lors de son témoignage devant la Cour suprême, en niant avoir eu quelque relation physique que ce soit avec Bill Clinton), comme celle du Whitewater, s'enlise et l'opinion publique perdue s'y intéresse peu, si bien que le magistrat choisit une autre piste grâce à Linda Tripp, collègue de Monica Lewinsky au Pentagone. Les deux femmes ont en commun d'être des exilées meurtries de la Maison-Blanche, Linda nourrissant des rancœurs vis-à-vis de l'administration Clinton qui l'en a chassée.

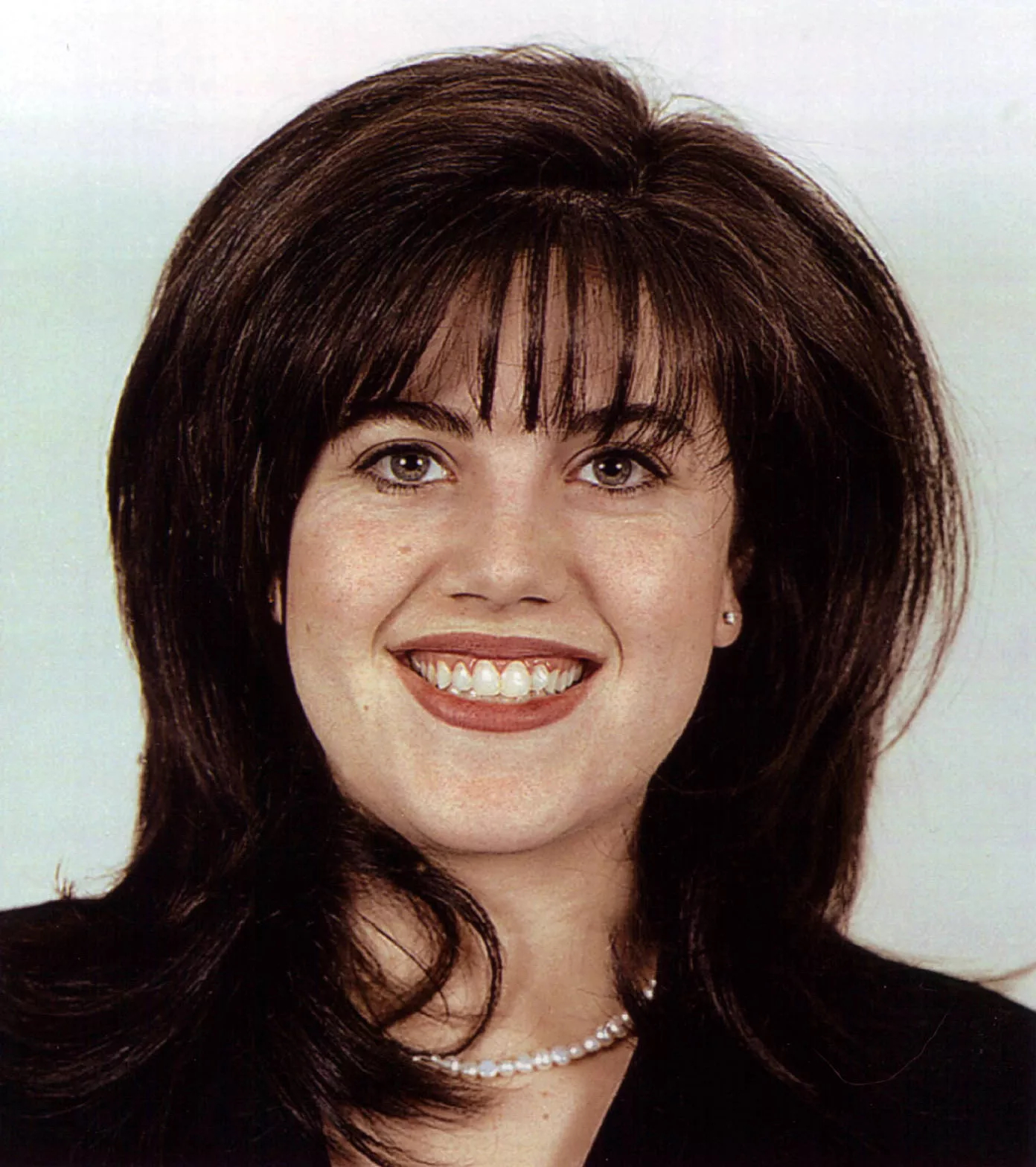
Photo d'identité du département de la Défense (1997).

Linda Tripp est une républicaine qui déteste les Clinton. Elle convainc Monica de conserver les preuves matérielles de sa liaison (les cadeaux du président et sa « robe bleue » tachée de sperme). Elle nourrit l'idée d'écrire un livre à charge à leur sujet. Sous les conseils d'une de ses amies, Lucianne Goldberg (en), agent littéraire qui vit de ragots croustillant, Tripp enregistre à partir de septembre 1997, à l'insu de Monica, leurs conversations téléphoniques. Elle informe Starr de l'existence de ces enregistrements dont certains évoquent les relations sexuelles. En janvier 1998, après que Lewinsky a tenté de la persuader de mentir également sous serment, Linda Tripp confie les cassettes à Starr qui les ajoute aux pièces de l'affaire Whitewater. Starr élargit ainsi son enquête en y incluant notamment le parjure de Lewinsky ainsi que d'autres éventuels, lors de son témoignage dans l'affaire Jones versus Clinton, et sa tentative de subornation de témoin.
Dès lors, Starr organise certaines « fuites » pour indiquer à la presse « qu'il dispose d'éléments sur la manière dont le Président a tenté de dissimuler sa relation avec Monica (en récupérant les cadeaux qu'il lui avait faits) et de la faire taire (en lui assurant un emploi par l'intermédiaire de son ami Vernon Jordan) : de quoi porter contre lui les accusations d'incitation à faux témoignage et d'obstruction à la justice ». Le 17 janvier 1998 dans le cabinet de son avocat et devant le juge Wright, Bill Clinton, alors qu'il est sous serment, nie avoir eu « une affaire sexuelle », des « rapports sexuels » ou « une relation sexuelle » avec Lewinsky. Deux jours plus tard, l'affaire est rendue publique et le 26 janvier 1998, lors d'une conférence de presse télévisée à la Maison-Blanche, il déclare : « Je n'ai pas eu de relations sexuelles avec cette femme, mademoiselle Lewinsky ». Cette phrase restera plus tard célèbre pour sa construction syntaxique avec une véracité à caractère trompeur suivant la définition donnée à « relations sexuelles ».
Le 28 juillet 1998, Monica Lewinsky, obligée de reconnaître sa relation avec Clinton face au procureur Starr, passe un accord provisoire avec lui afin de bénéficier d'un statut d'immunité, en échange de révélations sur ses relations avec le président et de la robe bleu marine portant des traces de sperme du président comme le confirment les analyses ADN.
Sous la pression de Kenneth Starr et la menace de crimes de parjure et d'entrave à la justice qui le rendent passible de destitution, Clinton admet avoir menti au peuple américain et qu'il a eu un « contact intime inapproprié » avec Mademoiselle Lewinsky. Le 17 août 1998, le grand jury, réuni au tribunal de Washington pour suivre la déposition de Clinton par une liaison vidéo, entend ainsi sa défense dans laquelle il nie avoir commis un parjure car selon lui, la définition légale de sexe oral est uniquement un rapport sexuel oral mutuel. L'insistance de Clinton à faire cette distinction soulève des critiques jusque dans son propre camp politique. Monica Lewinsky comparaît en personne devant un grand jury. Elle reconnaît les relations sexuelles.
Le 9 septembre 1998, le procureur Starr remet son rapport d'enquête aux membres du Congrès. Le « rapport Starr » de 445 pages et 60 000 pages d'annexes, comporte onze chefs d'inculpation. Il est publié dès le lendemain sur internet. La procédure d'impeachment est votée le 19 décembre 1998 par la Chambre des représentants, majoritairement républicaine. Le 12 décembre 1999, le Sénat l'acquitte des charges retenues et, faute de majorité des deux tiers, la condamnation d'impeachment n'est pas votée.

## Vie après l'affaire
L'affaire a apporté, à une période de culture populaire, la célébrité à Monica Lewinsky comme étant le centre d'une jeune génération à l'origine d'une tempête politique. En juin 1999, Ms. Magazine a publié une série d'articles de l'auteur Susan Jane Gilman, de la sexologue Susie Bright et de l'éditrice Abiola Abrams apportant le regard de trois générations de femmes pour analyser l’éventuelle signification du comportement de Monica Lewinsky, pour le féminisme. Au début de 1999, Lewinsky a refusé de signer un autographe dans un aéroport, disant : 

« Je suis célèbre pour une raison pour laquelle il n'est pas formidable d'être reconnu. »

Le 3 mars 1999, Monica Lewinsky a été interrogée par Barbara Walters lors de l'émission 20/20 de la chaîne ABC, le programme a été regardé par 70 millions d'Américains, ce qu'ABC a annoncé comme un record de spectateurs pour une émission d'informations. Monica Lewinsky a déclaré à Barbara Walters à la fin de cette interview à propos de sa relation avec Bill Clinton (« Je me suis sentie comme un déchet, je me suis sentie très sale, j'ai le sentiment qu'on s'est servi de moi et j'en suis déçue »). Elle a coopéré avec l'auteur Andrew Morton pour la rédaction de sa biographie, L'Histoire de Monica, notamment sur le versant de sa relation avec Bill Clinton. Le livre a été commercialisé en mars 1999 et des extraits sont parus comme un article principal du Time. Les critiques du New York Times ont jugé le livre de mauvais goût et fatigant. Lewinsky gagnera environ 500 000 $ pour sa participation à ce livre auxquels s'ajoutera 1 million de $ de droits internationaux pour l'entretien avec Barbara Walters, mais Lewinsky fait toujours l’objet de fortes amendes et mène un train de vie élevé. Monica Lewinsky fera une apparition dans un épisode de Saturday Night Live de la chaîne NBC, jouant son propre personnage, dans deux sketches parodiant sa relation avec Bill Clinton lors des seize derniers mois.
En septembre 1999, Lewinsky commencera à vendre une ligne de sacs à mains à son nom, sous la marque The Real Monica, Inc. Ceux-ci ont été vendus en ligne aussi bien que chez Henri Bendel à New York, Fred Segal en Californie ou à la Cross boutique de Londres. Lewinsky a conçu elle-même les sacs réversibles tout comme elle a voyagé fréquemment pour contrôler la qualité de leur fabrication en Louisiane.
Au début des années 2000, Monica Lewinsky a commencé à apparaître dans des publicités à la télévision pour Jenny Craig, Inc., une société de conseil en perte de poids et en nutrition. Lewinsky a touché, selon le New York Times, 1 million de dollars selon un contrat qui exigeait que Lewinsky perde plus de quarante livres (18 kg) en six mois, entraînant une publicité considérable à l'époque. Lewinsky a dit que malgré son désir de retourner à une vie plus privée, elle avait besoin d'argent afin de régler les honoraires de ses avocats et qu'elle croyait au produit. Un porte-parole de Jenny Craig, Inc. a dit de Monica Lewinsky : « Elle représente une femme active et très occupée d'aujourd'hui avec un style de vie agité. Et elle a eu des problèmes de poids et a lutté contre ça pendant longtemps. Cela concerne beaucoup de femmes en Amérique. » Le choix de Monica Lewinsky comme modèle a provoqué des controverses chez Jenny Craig, Inc et certaines de ses franchises privées ont utilisé des campagnes plus anciennes. Jenny Craig, Inc a cessé de diffuser ses annonces amaigrissantes utilisant Monica en février 2000, clôturant définitivement l'engagement publicitaire en avril 2000 et ne versant que 300 000 $ à Lewinsky pour sa participation.
Au début de 2000, Lewinsky déménage à New York, vivant dans West Village, où elle devient une invitée recherchée dans la scène branchée de Manhattan. En février 2000, Lewinsky fait une apparition sur MTV dans le The Tom Green Show dans un épisode dans lequel un hôte l'invitait dans la maison de ses parents à Ottawa à la recherche de tissus pour sa nouvelle activité professionnelle. Plus tard en 2000, Lewinsky travaillera comme correspondant de la chaîne britannique Channel 5 animant un show Monica's Postcards dans lequel elle parlait des tendances de la culture américaine et d'autres endroits.
En mars 2002, Monica Lewinsky, déliée des termes de son accord avec le bureau du procureur indépendant des États-Unis (Kenneth Starr), fit une apparition dans un numéro spécial Monica en noir et blanc de la chaîne de télévision à péage HBO, dans un épisode de la série America Undercover. Dans cette série, elle répondit à des questions posées par le public présent dans le studio, sur sa vie et sa relation avec Bill Clinton.
Monica Lewinsky fut l'invitée d'une émission de télé-réalité, Mr. Personality sur Fox en 2003. Dans cette émission, elle conseillait des jeunes concurrentes à choisir des hommes masqués. Quelques Américains ont essayé d'organiser une mise à l'index des annonceurs sur le programme, en signe de protestation contre la présence de Monica Lewinsky. Néanmoins, le spectacle a fait des débuts avec un auditoire important et le New York Times a écrit qu'« après des années d'essai à tirer profit de sa gloire en concevant des sacs à main et d'autres projets d'auto-marketing, Madame Lewinsky a enfin trouvé une niche lui convenant à la télévision. » Cependant, l'auditoire baissa progressivement les semaines suivantes et après la première saison, l'émission ne fut plus jamais rediffusée.

Lorsque l'autobiographie de Bill Clinton Ma vie a été publiée en 2004, Monica Lewinsky déclara dans un entretien au Daily Mail : 

« Il aurait pu être honnête dans le livre, mais il ne l'a pas été. Il est un révisionniste d'histoire. Il a menti. […] Je ne m'attendais vraiment pas à ce qu'il entre dans le détail de notre relation. […] Mais s'il l'avait fait et fait honnêtement ce qui n'est pas le cas, je ne me serais pas prononcée. […] Cependant, je m'attendais plutôt, à ce qu'il revienne sur les fausses déclarations qu'il a réalisées quand il essayait de protéger son mandat présidentiel. Au lieu de cela, il a parlé de notre relation comme si j'avais tout fait pour l'avoir. J'étais le buffet et il ne pouvait pas juste résister au dessert. […] C'était une relation mutuelle, mutuelle à tous les niveaux, dès le début où elle a commencé et tout au long de sa durée. […] je n'accepte pas qu'il ait totalement profané mon caractère. »

Avant 2005, Lewinsky a constaté qu'elle ne pouvait pas échapper aux projecteurs aux États-Unis, avec une vie professionnelle et privée difficile. Elle a arrêté de vendre sa ligne de sac à main et s'est installée à Londres. En décembre 2006, Lewinsky a obtenu une maîtrise de psychologie sociale à la London School of Economics. Sa thèse était intitulée « À la recherche du juré impartial : une étude sur l'“effet des tierces personnes” et de la publicité d'avant-procès » (In Search of the Impartial Juror: An Exploration of the Third-person effect and Pre-Trial Publicity). Elle a depuis essayé d'éviter la publicité.

Monica Lewinsky a correspondu en 2009 avec l'universitaire Ken Gormley, qui écrivait une étude approfondie sur les scandales durant les mandats de Clinton, elle maintient que Clinton a menti sous serment à propos de leur relation : 

« Il n'y avait aucune marge de manœuvre sur la véracité de ses déclarations parce qu'ils lui ont posé des questions détaillées et précises auxquelles il a répondu de manière mensongère. »

En 2014, elle se confie à Vanity Fair, considérant avoir été la première personne humiliée mondialement sur Internet.
En mars 2015, elle prend la parole dans le cadre des conférences TED. Elle appelle à la prise de conscience des effets néfastes de la révélation d'informations privées sur internet, et des réflexes de lynchage qui y sont associés, surtout auprès des adolescents. Monica Lewinsky dénonce les profits générés par les médias qui diffusent ces informations. À la fin de son intervention, elle appelle à l'empathie.
Le 7 août 2019, la chaîne de télévision FX annonce que Monica Lewinsky sera la productrice de la troisième saison d'American Crime Story, qui reviendra sur l'affaire Monica Lewinsky et Bill Clinton. La diffusion de la série retardée pour cause de crise du COVID-19 débute en septembre 2021 sur la chaîne FX.

## Dans la culture populaire
Monica Lewinsky est mentionnée et/ou moquée dans plus de 120 morceaux de rap :
Lors de la présentation du prototype d'avion de combat futur (Joint Strike Fighter) Boeing X32 (concurrent malheureux du Lockheed  Martin X35) l'énorme entrée d'air du réacteur , évoquant une bouche souriante et grande ouverte, valut à cet appareil le surnom officieux et péjoratif de « Monica Jet », en référence ironique au scandale sexuel qui défraya la chronique durant le mandat du Président Clinton.